# Parque nacional de Alkhanai
Parque nacional de Alkhanai (en ruso: Национальный парк Алханай, Nazionalny park Alchanai) es el nombre de un espacio protegido en la Federación de Rusia fue creado el 15 de mayo de 1999 y posee una superficie de 1.382,34 kilómetros cuadrados.
Su pico más alto, con 1.662 metros de altura es el Alkhanai, y este es el origen del nombre del parque. Alkhanai es actualmente el parque nacional más oriental de Rusia.